# Das Auto
Das Auto foi o slogan utilizado pela montadora alemã Volkswagen que significa em português "O automóvel". O slogan foi introduzido em 2007 para substituir o "Aus Liebe zum Automobil" (Pelo amor ao carro). Também é usado nos comerciais do Volkswagen Golf, Volkswagen New Beetle, Volkswagen Fox e da Nova Saveiro e Volkswagen Jetta.
O slogan foi mudado no final de 2015 para "Volkswagen", por "Das Auto" ser considerado pretencioso